# 利涅爾 (納沙泰爾州)

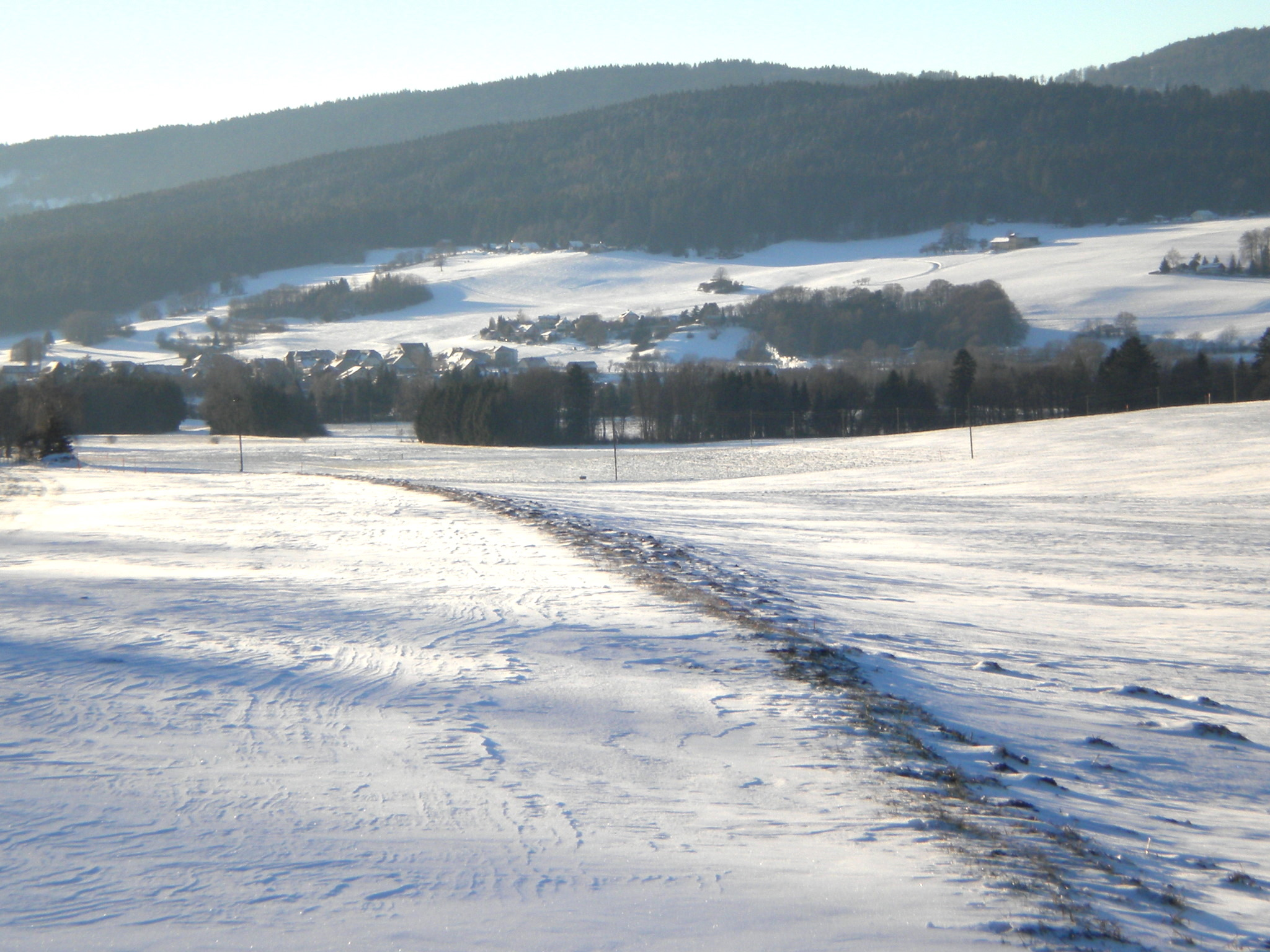

利涅爾是瑞士的城鎮，位於該國西部，由納沙泰爾州負責管轄，面積12.51平方公里，海拔高度802米，2011年人口960，一半人口信奉基督教，人口密度每平方公里77人。